# Girenbader Chöpfli
Das Girenbader Chöpfli gehört zur Gruppe der halbharten Schnittkäse. Aus 200 Liter Rohmilch werden 16 bis 20 Käselaibe produziert. Es wird in der Käserei in Girenbad (Hinwil) hergestellt.
Äusserlich erkennt man das Girenbader Chöpfli an seiner runden, hohen Form, wobei die Höhe zwischen 7 und 12 cm variiert. Nach etwa vier Monaten Lagerung und Pflege ist er im Laden erhältlich.